# Takahiro Masukawa
Takahiro Masukawa (増川 隆洋 Masukawa Takahiro?), född 8 november 1979, är en japansk fotbollsspelare.
Han blev utsedd till J.Leagues "Best Eleven" 2010.